# Team Wiesenhof

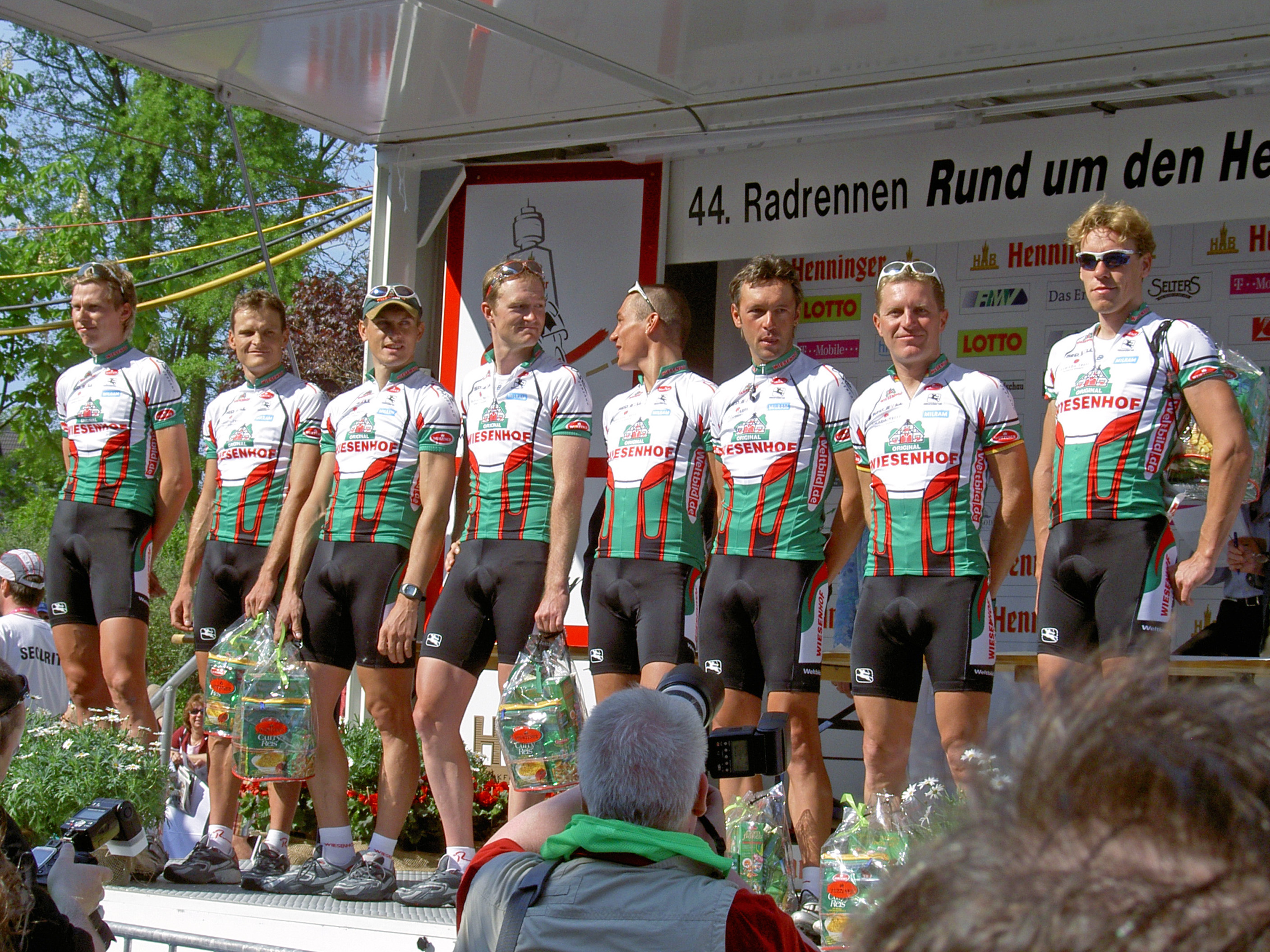
Mallot de l'equip el 2005, al Gran Premi de Frankfurt.

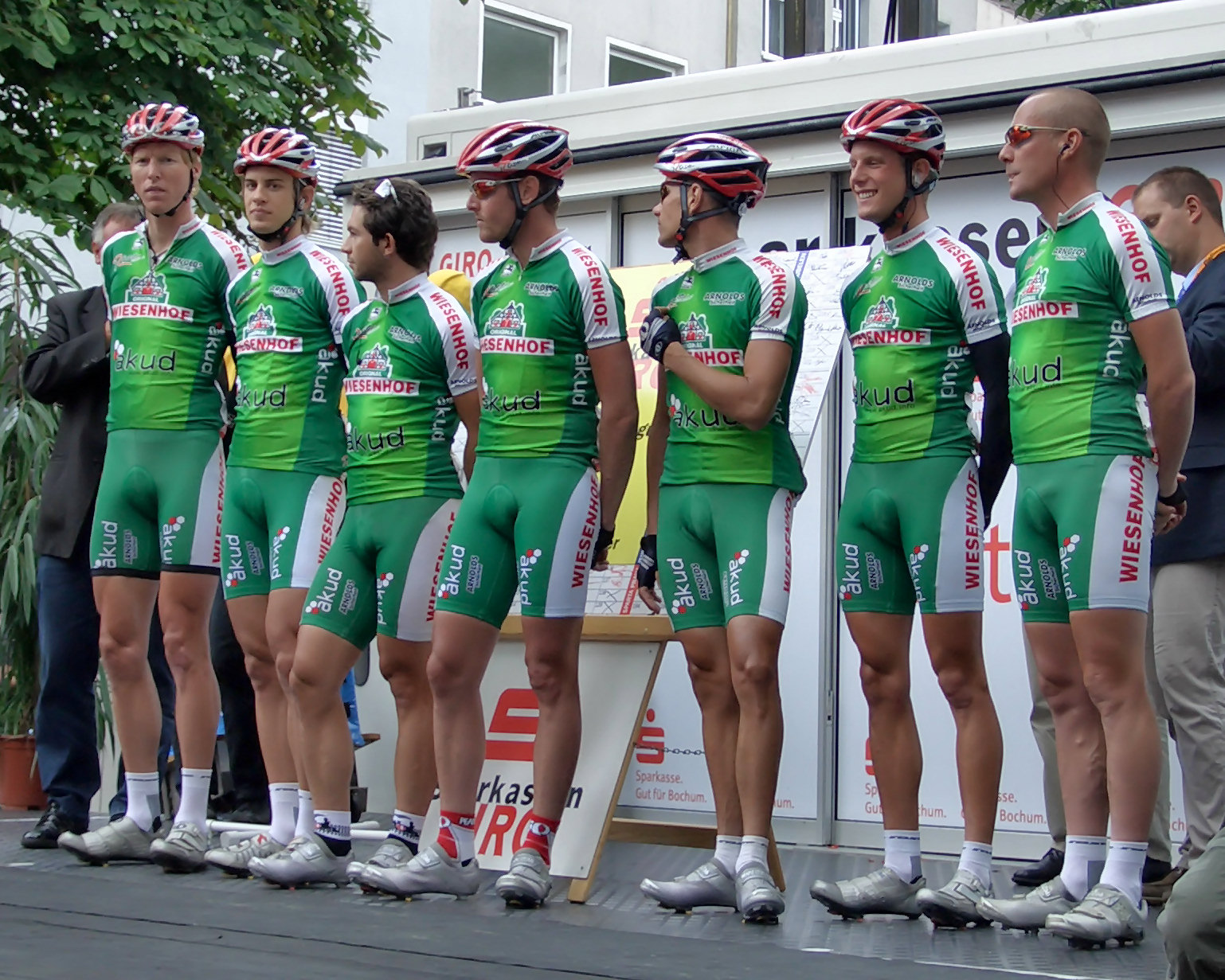
Team Wiesenhof-Akud al Sparkassen Giro Bochum 2006

El Team Wiesenhof (codi UCI: WIE) va ser un equip ciclista alemany de ciclisme professional en ruta que es va fundar el 2001 i es va dissoldre el 2007.

## Història
L'equip es va crear el 2001 amb el nom de "Wiesenhof Leipzig". Després d'una primera temporada enquadrat en la categoria Grups Esportius III (o GS3, tercera divisió dels ciclisme a nivell internacional), l'equip passà a la categoria Grups Esportius II fins al 2004. El 2005, amb la creació de l'UCI ProTour, l'equip s'integra en la nova categoria d'equip professional continental, fins a la desaparició de l'equip, el 2007.

## Principals ciclistes
- Stefan van Dijk
- Bas Giling
- Jörg Ludewig
- Olaf Pollack
- Steffen Radochla
- Torsten Schmidt
- Martin Velits
- Peter Velits
- Steffen Wesemann
- Gerald Ciolek

## Palmarès

### Curses d'un dia
- Volta a Colònia: 2005 (David Kopp)
- Veenendaal-Veenendaal: 2007 (Steffen Radochla)

### Curses per etapes
- 1 etapa a la Volta a Alemanya: Gerald Ciolek

## Classificacions UCI
Fins al 1998 els equips ciclistes es trobaven classificats dins l'UCI en una única categoria. El 1999 la classificació UCI per equips es dividí entre GSI, GSII i GSIII. D'acord amb aquesta classificació els Grups Esportius I són la primera categoria dels equips ciclistes professionals. La següent classificació estableix la posició de l'equip en finalitzar la temporada.
| Temporada | Classificació per equips | Millor ciclista en la classificació individual |
| --------- | ------------------------ | ---------------------------------------------- |
| 2001      | 6è (GSIII)               | Enrico Poitschke (307è)                        |
| 2002      | 31è (GSII)               | Enrico Poitschke (354è)                        |
| 2003      | 11è (GSII)               | Enrico Poitschke (149è)                        |
| 2004      | 12è (GSII)               | Sebastian Siedler (273è)                       |

A partir del 2005, l'equip participa en els Circuits continentals de ciclisme. La taula presenta les classificacions de l'equip al circuit, així com el millor ciclista individual.
UCI Àfrica Tour
| Temporada | Classificació per equips | Millor ciclista en la classificació individual |
| --------- | ------------------------ | ---------------------------------------------- |
| 2005      | 6è                       | David Kopp (18è)                               |
| 2006      | 6è                       | Steffen Radochla (45è)                         |
| 2007      | 18è                      | Steffen Radochla (160è)                        |

UCI Àsia Tour
| Temporada | Classificació per equips | Millor ciclista en la classificació individual |
| --------- | ------------------------ | ---------------------------------------------- |
| 2005      | 20è                      | Steffen Radochla (78è)                         |
| 2006      | 24è                      | Steffen Radochla (89è)                         |
| 2007      | 14è                      | André Schulze (41è)                            |

UCI Europa Tour
| Temporada | Classificació per equips | Millor ciclista en la classificació individual |
| --------- | ------------------------ | ---------------------------------------------- |
| 2005      | 17è                      | David Kopp (45è)                               |
| 2006      | 9è                       | Gerald Ciolek (11è)                            |
| 2007      | 4t                       | Stefan van Dijk (4t)                           |